# Felixstowe F.3
Le Felixstowe (en) F.3 est un hydravion quadriplace de patrouille maritime britannique de la Première Guerre mondiale à structure en bois et voilure entoilée.

## Développement
C’est en février 1917 que prit l’air le prototype de cette version agrandie du F.2a. Pour emporter une charge offensive plus importante ou plus de carburant, la voilure et le fuselage étaient légèrement agrandis mais les moteurs restaient les mêmes. Le F.3 pouvait donc emporter deux fois plus de bombes, mais était nettement moins rapide et était plus difficile à manœuvrer. Il devenait donc très vulnérable en combat aérien et nettement moins populaire que le F.2a auprès des équipages. C’est pour ces raisons que John C. Porte entreprit rapidement le développement du F.5.

## Production
182 exemplaires furent construits :
- Shorts Bros : 37
- Dick Kerr & Co: 68
- Phoenix Dynamo Co Ltd: 54
- Malta Dockyard: 23

## En service
- Grande-Bretagne : Une centaine de Felixstowe F.3 furent livrés avant la fin de la Première Guerre mondiale. Ils furent utilisés principalement en Méditerranée, où le risque de combat aérien était très faible, et, comme les Felixstowe F.2, rapidement remplacés par des F.5 après l'Armistice.

- Canada : 4 exemplaires neufs furent cédés à la Royal Canadian Navy en 1920 [N4012/3 et N4178/9]. Un de ces appareils fut utilisé pour assurer la première traversée aérienne du Canada entre Rivière-du-Loup et Winnipeg, un projet soutenu par le Canadian Air Board pour défricher les futures routes aériennes.

- Portugal : 3 appareils neufs furent vendus à la marine portugaise et acheminés en vol en mai 1920 de Calshot à Lisbonne. C'est un de ces appareils qui réalisa la première liaison aérienne entre Lisbonne et Funchal, dans l'île de Madère, en 1921 (7 h 40 min).